# Čaruklugové
Kmen Čaruklugů nebo Čaruklugové, (turecky Çarukluğ boyu, persky جرقلغ → Žrklg) byl kočovný turkický kmen žijící v Altajském regionu. Podle seznamů Mahmúda Kašgarského pocházejí z 22 turkomanských kmenů Oguzů. Ve středověku patřil k původním obyvatelům Altajského regionu, především jeho jihozápadní části.

## Původ
Záznamů o Čaruklugech není mnoho a prakticky nejsou dostupné. Strohé a kusé zmínky se nacházejí v Kašgarského epose „Divân-ı Lügati't-Türk“ z 11. století a Rašídaddín Fazlullahových seznamech, kde seřazení kmenů v písemné formě bylo zaznamenáno podle dobového chápání politické situace. Kašgarský ale neuvádí, jakým způsobem zjistil území obývané Čaruklugy a podle čeho přiřadil klan Čaruků k Oguzským Turkmenům, nebo jaký byl rozdíl mezi klanem Čaruků a kmenem Čaruklugů.
| „                                           | ...Čarukové jsou jeden z Oguských klanů, patřících do tureckých kmenů vytvořených z Turkmenů. Tito Oguzové sdružují dvaadvacet divizí, které jsou soběrovní a vzájemně se uznávají. V pořadí dvaadvacátý jsou Čaruklugové žijící v malém počtu v městě Barčuk | “ |
| — Mahmúdal-Kášgharí „Divân-ı Lügati't-Türk“ | |   |

Město Barčuk (soudobý název) se nachází v dnešním Maralbešském kraji v Ujgurské autonomní oblasti Sin-ťiang v Čínské lidové republice, kde je pod správou Kašgarské prefektury.

### Dělení konfederace Oguzů podle Oguz-name
- Podle Oguz-kaganova dastanu, známého taky pod názvem Oguz-name,[3][pozn. 1] se Oguzové skládají z 24 turkomanských kmenů (Čaruklukové zde nejsou zmíněni).[pozn. 2]

### Oguzské kmeny podle eposu Mahmúda Kašgarského
- V epose od Mahmúda Kašgarského Divân-ı Lügati't-Türk[4] napsaného v 11. století se uvádí:

| „ | …ve svazu Oguzů je 22 divizí… | “ |

Čaruklugové jsou uvedeni na 22. místě v pořadí.
| Pořadí | Oguzská konfederace Turkmenských kmenů podle Divân-ı Lügati't-Türk                                                                                      | Tamgy |
| ------ | --- | ----- |
| 01     | První a hlavní: jsou Kynykové, dnes kagani. |       |
| 02     | Druhý: Kayıové jinak v literatuře nazýváni Kai, Kaj → Kajlar. Zejména kmenové symboly Bulharského klanu Dulo a Oguzského kmene Qayп → Kajy jsou stejné. |       |
| 03     | Třetí: Bajundurové také Bajyndyr, v literatuře zvaný Baian, Bajan.                                                                                      |       |
| 04     | Čtvrtý: Iwaové také nazýváni Jıwa, Jiva. |       |
| 05     | Pátý: Salgurové → Salur. |       |
| 06     | Šestý: Avšarové → také Afšar, Avšarské kmeny. |       |
| 07     | Sedmý: Begtiliové → také Begdili nebo Bejdili. |       |
| 08     | Osmý: Bügdüzové. |       |
| 09     | Devátý: Bajati |       |
| 10     | Desátý: Jazgyrové. |       |
| 11     | Jedenáctý: Ejmür → také Ejmir. |       |
| 12     | Dvanáctý: Karabölükové → také Karaevli. |       |
| 13     | Třináctý: Alkabölükové → také Alkaevli. |       |
| 14     | Čtrnáctý: Igdırové také nazýváni İgder, İgdir a Igder.                                                                                                  |       |
| 15     | Patnáctý: Juregirové také nazýváni Jüregir. |       |
| 16     | Šestnáctý: Tutırkaové → Dondurga. |       |
| 17     | Sedmnáctý: Ulajundlugové také nazýváni Alajund, Alajuntlu také Alajurtlu.                                                                               |       |
| 18     | Osmnáctý: Tügerové také nazýváni Düver, Düğer, Töker nebo Tüker.                                                                                        |       |
| 19     | Devatenáctý: Bečenekové také nazýváni Bečenekiči, Pečenek, Pečeneg.                                                                                     |       |
| 20     | Dvacátý: Čuvaldarové také nazýváni Čavundurové. |       |
| 21     | Jednadvacátý: Čepniové → Turkický kmen Bektašiů? |       |
| 22     | Dvaadvacátý: Čaruklukové v malém počtu, jejich záznamy jsou málo dostupné.                                                                              |       |